# Pietro I d'Alençon
Pietro d'Alençon (Château-Pèlerin, 29 giugno 1251 – Salerno, 6 aprile 1284) fu conte d'Alençon e di Perche, dal 1268, Conte di Blois e di Dunois, conte di Chartres e Signore d'Avesnes, di Leuze e di Guise, dal 1279 alla sua morte.

## Origine
Secondo la Chronique anonyme des rois de France, Pietro era il figlio quintogenito del re di Francia, Luigi IX il Santo e sua moglie, Margherita di Provenza, che, come riportato dal Vincentii Bellovacensis Memoriale Omnium Temporum era la figlia primogenita del conte di Provenza e conte di Forcalquier, Raimondo Berengario IV e della moglie (come risulta dalla cronaca del monaco benedettino inglese, cronista della storia inglese, Matteo Paris (1200 – 1259), quando descrive il matrimonio della figlia Eleonora con il re d'Inghilterra, Enrico III), Beatrice di Savoia (1206 – 1266), che, secondo il documento n° 49 del Peter der Zweite Graf von Savoyen, Markgraf in Italien, sein Haus und seine Lande, dello storico, Ludwig Wurstenberger, era figlia del Conte di Savoia, d'Aosta e di Moriana, Tommaso I (1177 – 1233) e della moglie, Beatrice Margherita di Ginevra (1180 – 1257), che secondo la Chronica Albrici Monachi Trium Fontium era figlia di Guglielmo I di Ginevra e di Margherita Béatrice di Faucigny.
Luigi IX il Santo era il figlio quartogenito del re di Francia, Luigi VIII e della moglie, Bianca di Castiglia, figlia del re di Castiglia Alfonso VIII e di Eleonora d'Inghilterra.

## Biografia

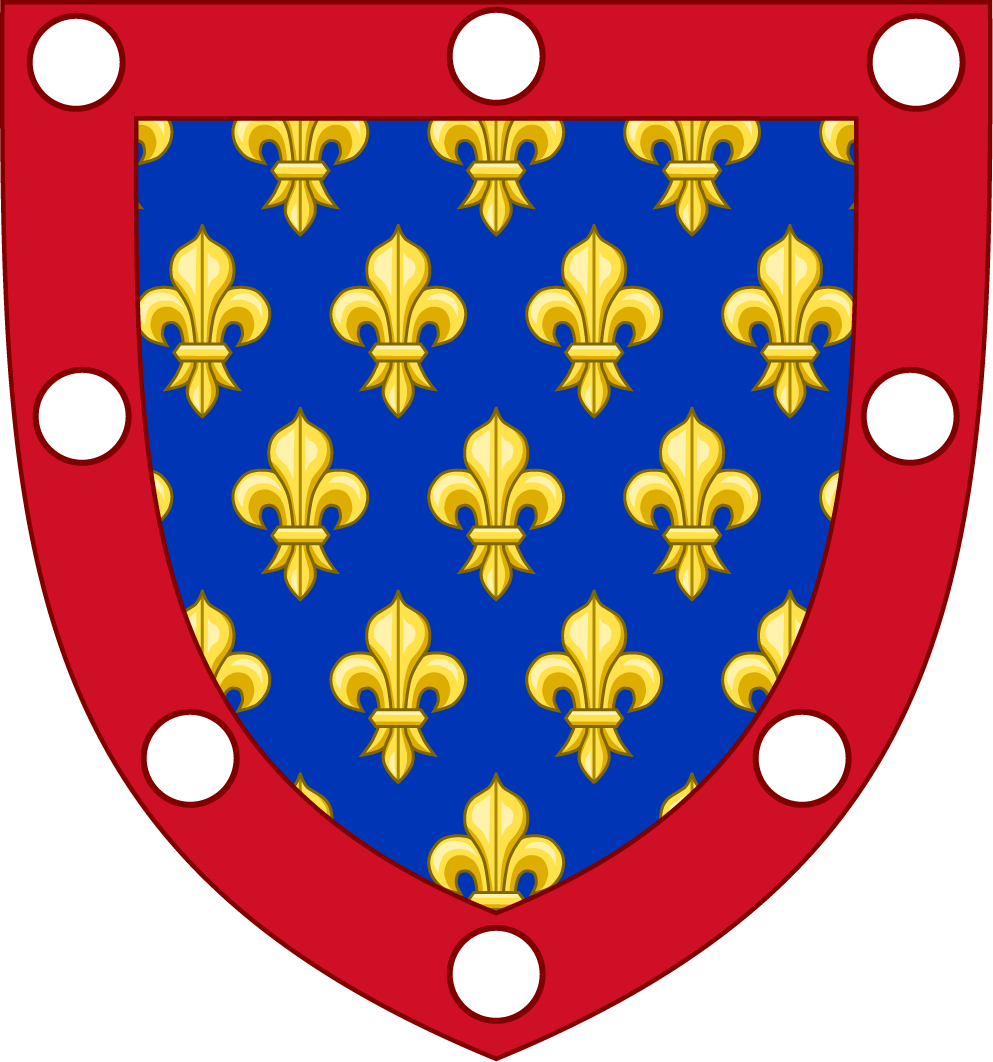
Blasone di Pietro d'Alençon

Pietro, quinto figlio del re di Francia Luigi IX, nacque durante la settima crociata nella fortezza templare di Château-Pèlerin, presso l'attuale Haifa, dove sua madre Margherita di Provenza si era rifugiata nel periodo in cui il marito era prigioniero dei saraceni (l'anno precedente la regina aveva dato alla luce un figlio in Egitto). La famiglia reale rientrò in Francia nel 1254.
Nel 1263, secondo la Histoire de la maison de Chastillon-sur-Marne, nel mese di febbraio, i suoi genitori si accordarono con il Conte di Blois e di Dunois, Signore d'Avesnes, di Leuze, di Guise e conte di Chartres, Giovanni I e sua moglie, Alice di Bretagna, per un impegno di matrimonio tra la loro unica figlia, Giovanna e Pietro.
Pietro visse a Parigi fino al 1268, quando suo padre lo investì il 3 marzo della contea d'Alençon e di parte della Contea del Perche. Accompagnò poi il padre a Tunisi nell'ottava crociata (1270), ma la spedizione si rivelò un fiasco, a causa della epidemia di dissenteria che decimò l'esercito dei crociati: suo padre e suo fratello Giovanni Tristano non sopravvissero alla malattia.
Dopo la morte del padre, il nuovo re di Francia, suo fratello, Filippo III, lo nominò tutore, difensore e guardiano del regno e dei suoi figli.
Di ritorno in Francia, secondo la Gesta Philippi Tertia Francorum Regis di Guillaume de Nangis, nel 1272, Pietro sposò Giovanna, che, secondo sia il Dictionnaire de la noblesse che la Histoire de la maison de Chastillon-sur-Marne, era l'unica figlia del Conte di Blois e di Dunois, Signore d'Avesnes, di Leuze, di Guise e conte di Chartres, Giovanni I e di Alice di Bretagna, figlia del duca di Bretagna, Giovanni I e di Bianca di Navarra, figlia di Tebaldo il Saggio, re di Navarra (Tebaldo I) e conte di Champagne (Tebaldo IV), e di Agnese di Beaujeu.
Suo suocero, Giovanni I morì il 28 giugno 1279 e come contessa di Chartres, Contessa di Blois e di Dunois, Signora d'Avesnes, di Leuze e di Guise, gli succedette Giovanna, sua unica figlia, assieme a Pietro.
Nel 1282, dopo i Vespri siciliani, Pietro si recò nel Regno di Sicilia per aiutare suo zio Carlo d'Angiò, ma morì a Salerno il 6 aprile 1284. le Gesta Philippi Tertia Francorum Regis, ci confermano che Pietro, morì mentre si trovava nel regno di Sicilia.
Il corpo di Pietro fu portato nella chiesa francescana dei Cordeliers di Parigi, dove fu sepolto. Dopo la sua morte senza eredi, la contea di Alençon tornò alla Corona; la moglie, Giovanna, rimasta vedova e senza figli decise di vivere in santa vedovanza (in sancta viduitate) e due anni dopo, nel 1286, vendette a suo nipote, il nuovo re di Francia, Filippo IV il Bello, la contea di Chartres in cambio di una rendita annua vitalizia.
Sua moglie, Giovanna morì nel 1291, come ci riferisce sia il Chronicon Guillelmi de Nangiaco, che la Histoire de la maison de Chastillon-sur-Marne; il Dictionnaire de la noblesse riporta che Giovanna morì il 19 gennaio, mentre gli Obituaires de Sens Tome II, Eglise cathédrale de Chartres, Obituaire Patin, riportano la morte il 29 gennaio 1292.
Come conte di Blois le succedette il cugino, Ugo, come Ugo II, mentre i territori portati in dote dalla madre di Giovanna, Alice di Bretagna, furono spartiti tra Giovanni II di Bretagna, fratello di Alice ed il nuovo conte di Blois, il cugino di Giovanna, Ugo II di Blois-Châtillon, come confermano le Mémoires pour servir de preuves à l'histoire ecclésiastique et civile de Bretagne.

## Discendenza
Pietro da Giovanna ebbe due figli:
- Luigi (1276 † 1277)[21]
- Filippo (1278 † 1279)[21].

## Ascendenza
|                                    |                        |                           | Genitori                 |  |  | Nonni |  |  | Bisnonni              |  |  | Trisnonni            |  |
|                                    |                        |                           |                          |  |  |       |  |  | Filippo II di Francia |  |  | Luigi VII di Francia |  |
|                                    |                        |                           |                          |  |  |       |  |  | Filippo II di Francia |  |  | Luigi VII di Francia |  |
|                                    |                        | Adèle di Champagne        |                          |  |  |       |  |  | Filippo II di Francia |  |  |                      |  |
| Luigi VIII di Francia              |                        |                           |                          |  |  |       |  |  | Filippo II di Francia |  |  |                      |  |
|                                    |                        | Isabella di Hainaut       | Baldovino V di Hainaut   |  |  |       |  |  |                       |  |  |                      |  |
|                                    |                        | Isabella di Hainaut       | Baldovino V di Hainaut   |  |  |       |  |  |                       |  |  |                      |  |
|                                    |                        | Isabella di Hainaut       | Margherita I di Fiandra  |  |  |       |  |  |                       |  |  |                      |  |
| Luigi IX di Francia                |                        | Isabella di Hainaut       |                          |  |  |       |  |  |                       |  |  |                      |  |
|                                    |                        | Alfonso VIII di Castiglia | Sancho III di Castiglia  |  |  |       |  |  |                       |  |  |                      |  |
|                                    |                        | Alfonso VIII di Castiglia | Sancho III di Castiglia  |  |  |       |  |  |                       |  |  |                      |  |
|                                    |                        | Alfonso VIII di Castiglia | Bianca Garcés di Navarra |  |  |       |  |  |                       |  |  |                      |  |
| Bianca di Castiglia                |                        | Alfonso VIII di Castiglia |                          |  |  |       |  |  |                       |  |  |                      |  |
|                                    |                        | Eleonora d'Inghilterra    | Enrico II d'Inghilterra  |  |  |       |  |  |                       |  |  |                      |  |
|                                    |                        | Eleonora d'Inghilterra    | Enrico II d'Inghilterra  |  |  |       |  |  |                       |  |  |                      |  |
|                                    |                        | Eleonora d'Inghilterra    | Eleonora d'Aquitania     |  |  |       |  |  |                       |  |  |                      |  |
| Pietro I d'Alençon                 |                        | Eleonora d'Inghilterra    |                          |  |  |       |  |  |                       |  |  |                      |  |
|                                    | Alfonso II di Provenza | Alfonso II d'Aragona      |                          |  |  |       |  |  |                       |  |  |                      |  |
|                                    | Alfonso II di Provenza | Alfonso II d'Aragona      |                          |  |  |       |  |  |                       |  |  |                      |  |
|                                    | Alfonso II di Provenza | Sancha di Castiglia       |                          |  |  |       |  |  |                       |  |  |                      |  |
| Raimondo Berengario IV di Provenza | Alfonso II di Provenza |                           |                          |  |  |       |  |  |                       |  |  |                      |  |
|                                    |                        | Garsenda di Provenza      | Renier de Sabran         |  |  |       |  |  |                       |  |  |                      |  |
|                                    |                        | Garsenda di Provenza      | Renier de Sabran         |  |  |       |  |  |                       |  |  |                      |  |
|                                    |                        | Garsenda di Provenza      | Garsenda of Forcalquier  |  |  |       |  |  |                       |  |  |                      |  |
| Margherita di Provenza             |                        | Garsenda di Provenza      |                          |  |  |       |  |  |                       |  |  |                      |  |
|                                    |                        | Tommaso I di Savoia       | Umberto III di Savoia    |  |  |       |  |  |                       |  |  |                      |  |
|                                    |                        | Tommaso I di Savoia       | Umberto III di Savoia    |  |  |       |  |  |                       |  |  |                      |  |
|                                    |                        | Tommaso I di Savoia       | Beatrice di Mâcon        |  |  |       |  |  |                       |  |  |                      |  |
| Beatrice di Savoia                 |                        | Tommaso I di Savoia       |                          |  |  |       |  |  |                       |  |  |                      |  |
|                                    |                        | Margherita di Ginevra     | Guglielmo I di Ginevra   |  |  |       |  |  |                       |  |  |                      |  |
|                                    |                        | Margherita di Ginevra     | Guglielmo I di Ginevra   |  |  |       |  |  |                       |  |  |                      |  |
|                                    |                        | Margherita di Ginevra     | Beatrix di Faucigny      |  |  |       |  |  |                       |  |  |                      |  |
|                                    |                        | Margherita di Ginevra     |                          |  |  |       |  |  |                       |  |  |                      |  |

### Fonti primarie
- (LA)  Monumenta Germaniae Historica, Scriptores, Tomus XXIII.
- (LA)  Monumenta Germaniae Historica, Scriptores, Tomus XXIV.
- (LA)  Peter der Zweite Graf von Savoyen, Markgraf in Italien, sein Haus und seine Lande.
- (LA)  Obituaires de la province de Sens. Tome 2.
- (LA)  Recueil des historiens des Gaules et de la France. Tome 20.
- (LA)  Recueil des historiens des Gaules et de la France. Tome 21.
- (LA)  Matthæi Parisiensis, monachi Sancti Albani, Chronica Majora, vol V.
- (FR)  Grande chronique de Mathieu de Paris, tomus VIII.
- (FR)  Histoire de la Maison Royale de France, et des grands officiers de France, Volume 1.

### Letteratura storiografica
- P.-V. Claverie, Un nouvel éclairage sur le financement de la première croisade de saint Louis, in "Mélanges de l'École Française de Rome. Moyen Âge", CXIII (2001), pp. 621–635.
- Xavier Helary, La mort de Pierre, comte d'Alençon (1283), fils de Saint Louis, dans la mémoire capétienne, in "Revue d'histoire de l'Eglise de France", 94 (2008), pp. 5–22.
- (FR)  Mémoires pour servir de preuves à l'histoire ecclésiastique et civile de Bretagne.
- (FR)  Dictionnaire de la noblesse.
- (FR)  Histoire de la maison de Chastillon-sur-Marne.